# Ahmad Abdalla
Ahmad Abdalla (Il Cairo, 19 dicembre 1978) è un regista e produttore cinematografico egiziano.

## Biografia
Dopo gli studi di musica, lavora come montatore fino al 1999 curando l'edizione di vari spot cinematografici egiziani. Nel 2002 inizia a lavorare anche come grafico e supervisore di effetti speciali per lungometraggi.
Heliopolis è il suo film d'esordio come regista; sta attualmente fondando una casa di produzione indipendente in Egitto, insieme ad altri giovani registi emergenti.
lo hanno confermato come uno degli autori più promettenti della new wave del cinema egiziano. Il talento del giovane regista si spinge ad alti livelli di sofisticazione nell'ultimo lungometraggio Decor (2014), un dramma psicologico in bianco e nero, stilisticamente virtuoso e ricco di omaggi al cinema egiziano popolare, che ha vinto il concorso lungometraggi al recente Festival di cinema africano di Verona.

## Filmografia
- Ashan Tertaho! - cortometraggio (2006)
- Heliopolis (2009)
- Microphone (2010)
- Rags and Tatters (2013)
- Decor (2014)
- Exterior/Night (2018)